# Diploglottis obovata
Diploglottis obovata är en kinesträdsväxtart som beskrevs av Sally T. Reynolds. Diploglottis obovata ingår i släktet Diploglottis och familjen kinesträdsväxter. Inga underarter finns listade i Catalogue of Life.